# والتر تساندر
والتر تساندر (بالألمانية: Walter Zander)‏ هو محامي ألماني، ولد في 8 يونيو 1898 في إرفورت في ألمانيا، وتوفي في 7 أبريل 1993 في South Croydon ‏ في المملكة المتحدة.